# Distretto di El Porvenir (La Libertad)
Il distretto di El Porvenir  è uno degli undici distretti della provincia di Trujillo, in Perù. Si trova nella regione di La Libertad e si estende su una superficie di 36,7 chilometri quadrati.